# Покър Сариар
Покър Сариар (на арменски: Փոքր Սարիար) е село и община в Армения, област Ширак. Според Националната статистическа служба на Армения през 2012 г. има 240 жители.

## Демография
Броят на населението в годините 1873 – 2004 е както следва: